# Monoblastiaceae
Monoblastiaceae is een botanische naam, voor een familie van schimmels in de orde Monoblastiales. 

## Geslachten
Volgens de Index Fungorum bestaat de familie uit de volgende geslachten: 
- Acrocordia
- Anisomeridium
- Caprettia
- Megalotremis
- Monoblastia
- Trypetheliopsis